# آدم كروكس
آدم كروكس هو سياسي كندي، ولد في 11 ديسمبر 1827 في Flamborough, Ontario ‏ في كندا، وتوفي في 28 ديسمبر 1885 في هارتفورد في الولايات المتحدة. نشط حزبياً في الحزب الليبرالي في أونتاريو ‏. وقد انتخب عضو برلمان مقاطعة أونتاريو ‏.